# Triple Crown (poker)

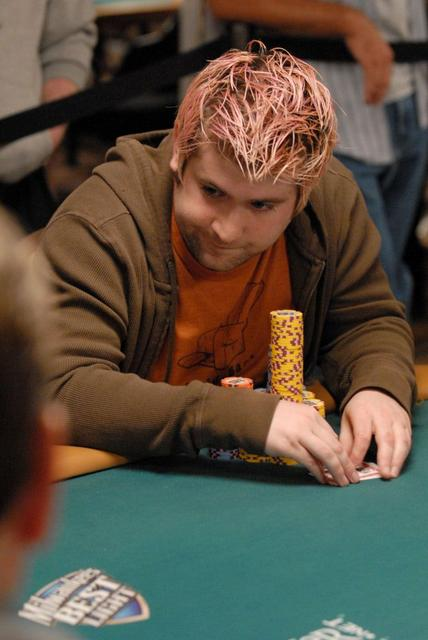
De allereerste Triple Crown-winnaar Gavin Griffin

De Triple Crown in het professionele poker is een denkbeeldige prijs die een speler wint zodra hij zowel een toernooi van de World Series of Poker (WSOP), de World Poker Tour (WPT) als van de European Poker Tour (EPT) achter zijn naam schrijft. Het is mogelijk deze treble vol te maken sinds zaterdag 18 september 2004, toen in Barcelona de allereerste EPT werd gehouden. Aan het winnen van de Triple Crown zit geen extra materiële beloning vast, alleen prestige.

## Spelers met een Triple Crown

### Gavin Griffin
De allereerste speler in de pokerwereld die de Triple Crown won, was de op dat moment 26-jarige Amerikaan Gavin Griffin. Hij won op 14 mei 2004 het $3.000 Pot Limit Hold'em-toernooi van de World Series of Poker 2004, op 28 maart 2007 de €10.000 EPT Grand Final - No Limit Hold'em in Monte Carlo en op 27 januari 2008 het $9.700 No Limit Hold'em - Championship Event van de WPT Borgata Winter Open 2008 in Atlantic City.

### Roland de Wolfe
De Engelsman Roland de Wolfe was op 12 juni 2009 de tweede speler die een Triple Crown volmaakte. Op die dag won hij het $5.000 Pot Limit Omaha Hi/Lo-toernooi van de World Series of Poker 2009. Eerder won hij op 25 juli 2005 de €10.000 Grand Prix de Paris van de WPT Rendez Vous a Paris 2005 en op 26 oktober 2006 het €5.000 No Limit Hold'em-toernooi van EPT The Irish Masters 2006.

### Jake Cody
De Wolfes landgenoot Jake Cody won op 4 juni 2011 als derde ooit de Triple Crown. Hij won toen op 22-jarige leeftijd het $25.000 Heads Up No-Limit Hold'em Championship van de World Series of Poker 2011. Eerder won hij op 20 januari 2010 het €5.000 No Limit Hold'em - Main Event van de EPT Deauville 2010 en op 30 augustus 2010 het £5.000 No Limit Hold'em - Main Event van de WPT London 2010.

### Bertrand Grospellier
Elf dagen na Cody vervolmaakte de op dat moment dertigjarige Fransman Bertrand Grospellier als vierde speler ooit een Triple Crown, door het $10.000 Seven Card Stud Championship (event #21) van de World Series of Poker 2011 te winnen. Hij won eerder een EPT-titel door het $7.800 PokerStars Caribbean Adventure in januari 2008 op zijn naam te schrijven. Negen maanden daarna won hij het $15.000 WPT Championship van de 6th Annual Festa Al Lago Classic en daarmee zijn eerste WPT-titel.

### Davidi Kitai
Op 21 april 2012 won de toen 33-jarige Belg Davidi Kitai het €5.000 + 300 No Limit Hold'em - Main Event van EPT Berlijn 2012 en volmaakte zo als vijfde de Triple Crown. Hij won op 20 juni 2008 al het $2.000 Pot Limit Hold'em-toernooi op de WSOP en in 2011 won hij het WPT Invitational voor een bedrag van $100.000,-. Hoewel het laatstgenoemde evenement geen 'open' was, maar alleen toegankelijk voor (482) genodigden, erkende de organisatie van de WPT de zege als toernooioverwinning, wat Kitais Triple Crown vervolledigd maakte.

### Overige spelers
In 2017 wisten drie spelers een World Series of Poker-titel te bemachtigen en wisten daarmee hun Triple Crown te volmaken. Dit waren Mohsin Charania, Harrison Gimbel en Niall Farrell. In 2020 won Roberto Romanello zijn missende titel en maakte de Triple Crown compleet.
- Deze lijst werd voor het laatst gecontroleerd op 20 november 2021